# Münchsmünster
Münchsmünster est une commune de Bavière (Allemagne), située dans l'arrondissement de Pfaffenhofen an der Ilm, dans le district de Haute-Bavière.

## Histoire
Le bourg doit son nom à l'abbaye de Münchsmünster fondée par Tassilon III de Bavière, et détruite au début du XIXe siècle, qui eut un grand rayonnement spirituel au XIIe siècle.